# Marcali kistérség
A Marcali kistérség egy kistérség volt Somogy megyében, központja Marcali volt. 2014-ben az összes többi kistérséggel együtt megszűnt.

## Települései
| Balatonberény | Balatonkeresztúr | Balatonmáriafürdő | Balatonszentgyörgy |              |
| Balatonújlak  | Böhönye          | Csákány           | Csömend            | Főnyed       |
| Gadány        | Hollád           | Hosszúvíz         | Kelevíz            | Kéthely      |
| Libickozma    | Marcali          | Mesztegnyő        | Nagyszakácsi       | Nemesdéd     |
| Nemeskisfalud | Nemesvid         | Nikla             | Pusztakovácsi      | Sávoly       |
| Somogyfajsz   | Somogysámson     | Somogysimonyi     | Somogyszentpál     | Somogyzsitfa |
| Szegerdő      | Szenyér          | Szőkedencs        | Tapsony            | Táska        |
| Tikos         | Varászló         | Vése              | Vörs               |              |

## Külső hivatkozások
Vendégváró Marcali kistérség
Marcali Portál a kistérség centruma…